# Helmut Rix
Helmut Rix (Amberg, 4 luglio 1926 – Colmar, 3 dicembre 2004) è stato un linguista, etruscologo e indoeuropeista tedesco.

## Biografia
Helmut Rix nacque ad Amberg nel 1926; dopo gli studi liceali e il servizio militare in Marina nel 1946, studiò a Würzburg indogermanistica, filologia classica e storia. Nel 1947 si spostò all'Università di Heidelberg dove ottenne il dottorato nel 1950. Morì il 3 dicembre 2004 in seguito a un incidente stradale.

## Opere

### Indoeuropeistica
- «Anlautender Laryngal vor Liquida oder Nasalis sonans im Griechischen», Münchener Studien zur Sprachwissenschaft (MSS), 1970, vol. 27, pp. 79–110. [formulazione della «legge di Rix»]
- Historische Grammatik des Griechischen: Laut- und Formenlehre, Darmstadt, Wissenschaftliche Buchgesellschaft, 1976 (2ª ed., 1992), XX–297 pp.
- The Proto-Indo-European Middle: content, forms and origin, Monaco di Baviera, R. Kitzinger, 1988.
- Lexikon der indogermanischen Verben: die Wurzeln und ihre Primärstammbildungen, con la partecipazione di M. Kümmel, Th. Zehnder, R. Lipp e B. Schirmer, Wiesbaden, Dr. Ludwig Reichert, 1998, 754 pp.; 2ª ed. ampliata e migliorata, revisione di M. Kümmel e Helmut Rix, Wiesbaden, Dr. Ludwig Reichert, 2001, 823 pp.
- Kleine Schriften: Festgabe für Helmut Rix zum 75. Geburtstag, testi raccolti da Gerhard Meiser, Brema, Hempen Verlag, 2001.

### Lingue e culture dell’Italia antica (eccetto gli Etruschi)
- «Die lateinische Synkope als historisches und phonologisches Problem», Kratylos, 1966, vol. 11, pp. 156–165. 
  - Ristampa in: Probleme der lateinischen Grammatik, a cura di Klaus Strunk, Darmstadt, Wissenschaftliche Buchgesellschaft, 1973, pp. 90–102.
- «Zum Ursprung des römisch-mittelitalischen Gentilnamensystems», in Von den Anfängen Roms bis zum Ausgang der Republik, tomo 1 di Aufstieg und Niedergang der römischen Welt: Geschichte und Kultur Roms im Spiegel der neueren Forschung, Berlino e New York, W. de Gruyter, 1972, pp. 700–758, 2 vv.
- Die Termini der Unfreiheit in den Sprachen Altitaliens, Stoccarda, 1994, 148 pp.
- Sabellische Texte: die Texte des Oskischen, Umbrischen und Südpikenischen, Heidelberg, Universitätsverlag Winter 2002 [raccolta di tutte le iscrizioni sabelliche].

### Etruscologia
- Das etruskische Cognomen: Untersuchungen zu System, Morphologie und Verwendung der Personennamen auf den jüngeren Inschriften Nordetruriens, Wiesbaden, Otto Harrassowitz, 1963. XVI–410 pp.
- «La scrittura e la lingua», in Gli Etruschi: Una nuova immagine, a cura di M. Cristofani, Firenze, Giunti Martello, 1984, pp. 210-238, 245 pp.  [breve grammatica del etrusco]
- «Etruskisch culs ‘Tor’ und der Abschnitt VIII 1-2 des Zagreber liber linteus», Vjesnik Arheološkog Muzeja u Zagrebu, 3. Serija, 1986, vol. 19, pp. 17–40.
- «Etrusco un, une, unuc ‘te, tibi, vos’ e le preghiere dei rituali paralleli nel liber linteus», Archeologia Classica, 1991, vol. 43, pp. 665–691 (Festschrift Pallottino).
- Etruskische Texte, 2 vv., Tubinga, G. Narr, 1991 (tomo 1: 320 pp., tomo 2: 370 pp.).
- «Les prières du liber linteus de Zagreb», in Les Étrusques, les plus religieux des hommes, a cura di Françoise Gaultier e Dominique Briquel, Parigi, La Documentation française, 1997, pp. 391-397.
- Rätisch und Etruskisch, Innsbruck, Institut für Sprachwissenschaft der Universität Innsbruck, 1998, 67 pp. (Innsbrucker Beiträge zur Sprachwissenschaft, Vorträge und Kleinere Schriften, 68).